# تحقیق مجدد
تحقیق مجدد (به انگلیسی: Counter Investigation) فیلمی محصول سال ۲۰۰۷ و به کارگردانی فرانک مانسوسو است. در این فیلم بازیگرانی همچون ژان دوژاردن، لوران لوکا، اورلیان رکوان، ژاک فرانتس، ژان-پیر کسل و ماری گیلارد ایفای نقش کرده‌اند.